# 엄마찾아 삼만리 (1990년 영화)
《엄마찾아 삼만리》는 1990년의 한국영화이자 드라마 영화이다.

## 줄거리
엄마! 우리는 왜 헤어져 살아야 하나요? 1960년대 온 장안을 눈물에 젖게한 "김종래"원작 "엄마찾아 삼만리" 완결편!! 민수와 민지는 폐암으로 병든 남편의 수술비 마련을 위해 선금을 받고 술집으로 팔려간 엄마를 찾아 전국을 헤메며 갖은 고생을 겪는다. 언제나 한발 늦게 엄마가 있던 곳을 찾아가게 되고 그러던 중 민지가 급성폐렴으로 쓰러지는데... 

## 등장 인물

### 주요 인물
- 최형선 : 민지 역
- 장덕수 : 민수 역
- 김미영 : 민수, 민지의 엄마 역
- 김우석 : 민수, 민지의 아버지 역

### 그 외 인물
- 박미라 : 수미 엄마 역
- 한명구 : 수미 아버지 역
- 정영국 : 박순경 역
- 권병준 : 달호 역
- 이웅열 : 덕구 역
- 유명순 : 수철 어머니 역
- 유경애 : 뚱보 아줌마 역
- 조용수 : 뚱보 남편 역
- 한다영 : 트럭 기사 역
- 사원배 : 역무원 역
- 하홍원 : 버스 기사 역
- 최준 : 대머리 역
- 임예심 : 국밥 주인 역
- 구자경 : 열차 차장 역

### 아역
- 차정 : 수미 역
- 이명훈 : 수철 역
- 박승재 : 동춘 역